# Carabanchel
Carabanchel é um distrito da cidade espanhola de Madrid.

## Bairros
Este distrito está dividido em sete bairros:
- Abrantes
- Buenavista
- Comillas
- Opañel
- Puerta Bonita
- San Isidro
- Vista Alegre

## Património
- Colónia de la Prensa
- Pradera de San Isidro
- Palacio de Vistalegre
- Biblioteca Ana María Matutete